# Peltops montanus
Peltops montanus е вид птица от семейство Cracticidae.

## Разпространение
Видът е разпространен в Индонезия и Папуа Нова Гвинея.